# 赤羽くれは
赤羽くれは（あかばねくれは）は日本のテーブルトークRPG (TRPG) 作品、『ナイトウィザード』の多数のリプレイに登場するプレイヤーキャラクター(PC)の名前。架空の人物。演ずるプレイヤーはみかきみかこ。ボイスドラマ及びTVアニメ『ナイトウィザード The ANIMATION』における声優は佐藤利奈。
『ナイトウィザード』（ルール第一版）ソースブック『スターダスト・メモリーズ』掲載のリプレイ「星を継ぐ者」での初登場以来、ルール環境が「The 2nd Edition」に移行した現在まで、PCもしくはノンプレイヤーキャラクター(NPC)として活躍している。

## プロフィール
以下は、TRPGの『ナイトウィザード』（ルール第一版）のデータ記述に基づくプロフィールである。なお、ルール第二版『The 2nd Edition』のデータを《》囲みで併記した。
- 名前：赤羽 くれは （あかばね くれは）[1]
- 性別：女
- 年齢：17歳《19歳》
- クラス：陰陽師《ウィザードクラス:陰陽師、スタイルクラス:ヒーラー》
- ワークス：《世界魔術協会会長代行＝第八世界守護者代行見習心得》
- ふたつ名：
- 属性
  - 第一属性：冥
  - 第二属性：水
- 出身：東京
- ライフパス
  - 秘伝の継承者、眠気との戦い《出自:スパルタ式:特徴:精強なるもの、生活:遥かなる人:特徴:多生の縁》
- 性格：《性格決定ルールは『The 2nd Edition』ではオプション扱いになっている》
- 髪の色：黒
- 瞳の色：紺
- 肌の色：黄
- 家族構成：母・桐華、弟・青葉

## 人物像
東京・神田にある「赤羽神社」を司る一族であると共に陰陽師の名家でもある赤羽家当主の長女であり、エミュレイター（『ナイトウィザード』の敵勢力である怪物たち）と陰ながら戦うウィザードである（『ナイトウィザード』の世界では常軌を逸した特殊能力を持つ人物は職業魔術師でなくともウィザードと称される）。
ルール第一版では輝明学園秋葉原校高等部に在学（3年生）。同校の学内結社「巫女クラブ」のメンバーであり、天文部の部長でもあった。天文部は部員が極端に少なく絶えず廃部の危機を抱えており、部員の勧誘に余念がなかったが、新規部員となった者たち（「星を継ぐ者」での結城マサトや星野篝、「The ANIMATION」及び「柊蓮司と宝玉の少女」での志宝エリス）はくれはの運命に大きく関わる事になる。
幼なじみの柊蓮司がウィザードに覚醒するより以前から既にウィザードとして活動していた。「柊蓮司第一の事件」によれば、柊がウィザードに覚醒した直接の原因は、くれはがエミュレイターと戦っているところを柊が目撃したためである。
生粋の江戸っ子らしく性格はさっぱりしており、明るく行動的。ただしみかき曰く「普段は結構ぼんやりしてる」とのこと。
リプレイ「聖なる夜に小さな願いを」では、『セブン＝フォートレス』リプレイ「フレイスの炎砦」の自身や「柊蓮司と宝玉の少女」のエリスを引き合いに出しながら、過酷な運命の前に挫けそうになるテスラ＝陽炎＝フラメルや大泉スルガを終始励ましていた。魔王ベール＝ゼファーとは、「フレイスの炎砦」の事件もあって本来なら不倶戴天の関係にあるにもかかわらず、『ナイトウィザード The 2nd Edition ファンブック スターダスト・ティアーズ』収録のボイスドラマ「蘇りし友、来たり」で重傷を負った彼女を自宅にかくまうなど、奇妙な友情で結ばれている。
「こねこまた」という猫又の姿を取った式神をペットにしている。こねこまたは『ナイトウィザード』のルール上では「式神壱式」という陰陽師の特殊能力によって生成された式神で、緊急時には自身の持つ魔力を主に供給する予備電源的な役割を持つ。
口癖は「はわ」「はわわ」。これは元来プレイヤーであるみかきの口癖で、菊池たけしによればみかきは「驚いた時と困った時となんでもない時に『はわ』と鳴く」という。好物は煎餅。

## 経歴

### 星の巫女
「星の巫女」とは、特殊な魔の資質を持ち、その魔の資質を探知した超巨大エミュレイターである小惑星・魔王ディングレイ落下の道標となる生きた標的である。くれはは現代における星の巫女であり、これに絡んで二度命を狙われている。
一度目は小説及びリプレイ「星を継ぐ者」においてで、ディングレイを落下させまいとする各ウィザード組織に命を狙われている。この時、彼女が通う輝明学園のオーナーであり、同じ陰陽師の名家である御門家はくれは抹殺に動いており、赤羽家と御門家との間には現在まで深い確執が残ることになった。
二度目は「フレイスの炎砦」の時で、第八世界と同じ主八界の一つである第一世界「ラース＝フェリア」からやってきた騎士ザーフィが持つ「魂の短剣」によって魂を抜かれてしまう。ザーフィは星の巫女たるくれはの第一世界における同位体である「紅き巫女」を守る7人の「柱の騎士」の1人だったが、そのリーダーであるガザは紅き巫女の中で覚醒していたディングレイに操られており、ザーフィはガザの命で動いているに過ぎなかった。しかし紅き巫女の親友であるポーリィ＝フェノールの説得でザーフィは柱の騎士を離脱、くれは救出のために第一世界に赴いた柊と手を結ぶ。だが魔王ベール＝ゼファーの介入によってくれははディングレイと半同化、全世界からエミュレイターと見なされる事態に陥った。それでも柊たちは屈する事なく、遂にくれはを救い出すことに成功する。
なお「炎砦」にて、紅き巫女を守護する柱の騎士と同様に、星の巫女には7人の守護剣士がいることが明かされ、「合わせ鏡の神子」にて柊がその一人であることが明らかになっているが、『ナイトウィザード』の現行ルールである『The 2nd Edition』ではルールブック、サプリメント、公式リプレイのいずれにおいても記述がないことに加え、当の柊自身が『セブン＝フォートレス メビウス』リプレイ「シェローティアの空砦」にて第一世界に旅立ったため、この設定は固まっていない。

「合わせ鏡の神子」では『アルシャード』（ルール第一版）リプレイ「スルトの剣」の七瀬晶も守護剣士とされたが、『アルシャード』の世界観設定自体が『アルシャードff』『アルシャードガイアRPG』へのバージョンアップや「アルシャードトライデント」の展開によってが大きく変更されたため、扱いは流動的となっている。

星の巫女の守護剣士は皆同様の形状の剣をもった魔剣使いで、宝玉の色のみが異なっている。

### 「世界の守護者代行」として
マジカル・ウォーフェア終結直前、第一世界が滅亡の危機に陥る事態が発生する。この背景には人類も裏界のエミュレイターも等しく敵とする「冥魔」の存在があった。ラース＝フェリアには第三世界「エル＝ネイシア」の軍勢が侵攻していたが、これもまた冥魔の策謀によるものであった。
もともと第三世界の守護者であったアンゼロットは、事態を打開すべく第八世界のウィザードを選抜して第一世界に投入し、その後自らは配下の実働部隊「ロンギヌス」を率いて第三世界に向かう遠征計画を立てたが、遠征部隊の中にくれはは含まれていなかった。彼女はアンゼロットから「自分の不在の間、第八世界を護る」という重大な使命を負わされていた。無限の力と鉄の意志を持つアンゼロットと、そのアンゼロットがもっとも信頼するウィザード・柊蓮司が共に不在という状況下で、くれはは冥魔の魔王である冥刻王メイオルティス襲来の日を迎える事になる。
くれはとは因縁の関係にあるベール＝ゼファーに重傷を負わせたメイオルティスの力は強大であったが、緋室灯や復活成った真行寺命、やはり復活に手を貸す結果となったルー＝サイファーらの協力を得て、くれはは撃退に成功する。これと前後して、くれはは表界のウィザードを代表して、ルー＝サイファー不在下の裏界の魔王の全権代表であったエイミーとの間で、狭界の一つ「ラビリンスシティ」での共闘とその間の休戦協定を結び、対冥魔で着々と手を打っている。
だが、問題がないわけではない。アンゼロットから守護者代行を命ぜられた際には少なからぬウィザードの反発を招き、同じ陰陽師の名家である御門家とは「星を継ぐ者」以来確執がある。しかし灯や命、マユリ＝ヴァンスタインといった同世代のウィザードの協力、ロンギヌス00ら古参の補佐、さらに漣や藤乃＝赤羽＝ヴァンスタイン（くれはの叔母）のように第一線を退いていた熟練のウィザードの復帰もあり、戦力面では充実した布陣を整えつつある。
ちなみに「世界の守護者」という仕事には、有事の指揮統制や戦闘だけでなく書類決裁も含まれており、「The 2nd Edition」環境下のリプレイや小説では、時に1万通にも及ぶ大量の書類を前に疲弊するくれはの姿がしばしば見られる。

## 登場リプレイ
2010年9月現在。NPCとして登場した作品については省略している。
星を継ぐ者
『ナイトウィザード』のリプレイ。サプリメント『スターダスト・メモリーズ 星を継ぐ者』（ISBN 4-7577-1220-0）及びその改訂版であるファンブック『スターダスト・ティアーズ』（ISBN 978-4-7577-5077-7）に収録。
聖なる夜に小さな願いを
『ナイトウィザード The 2nd Edition』のリプレイ。サプリメント『オペレーション・ケイオス』（ISBN 978-4-7577-4676-3）に収録。